# 蘭克墨頭魚
蘭克墨頭魚（学名：Garra lancrenonensis）为輻鰭魚綱鯉形目鲤科墨头鱼属的其中一種，分布於非洲查德及喀麥隆的洛貢河上游流域，體長可達2.6公分。